# Ráró

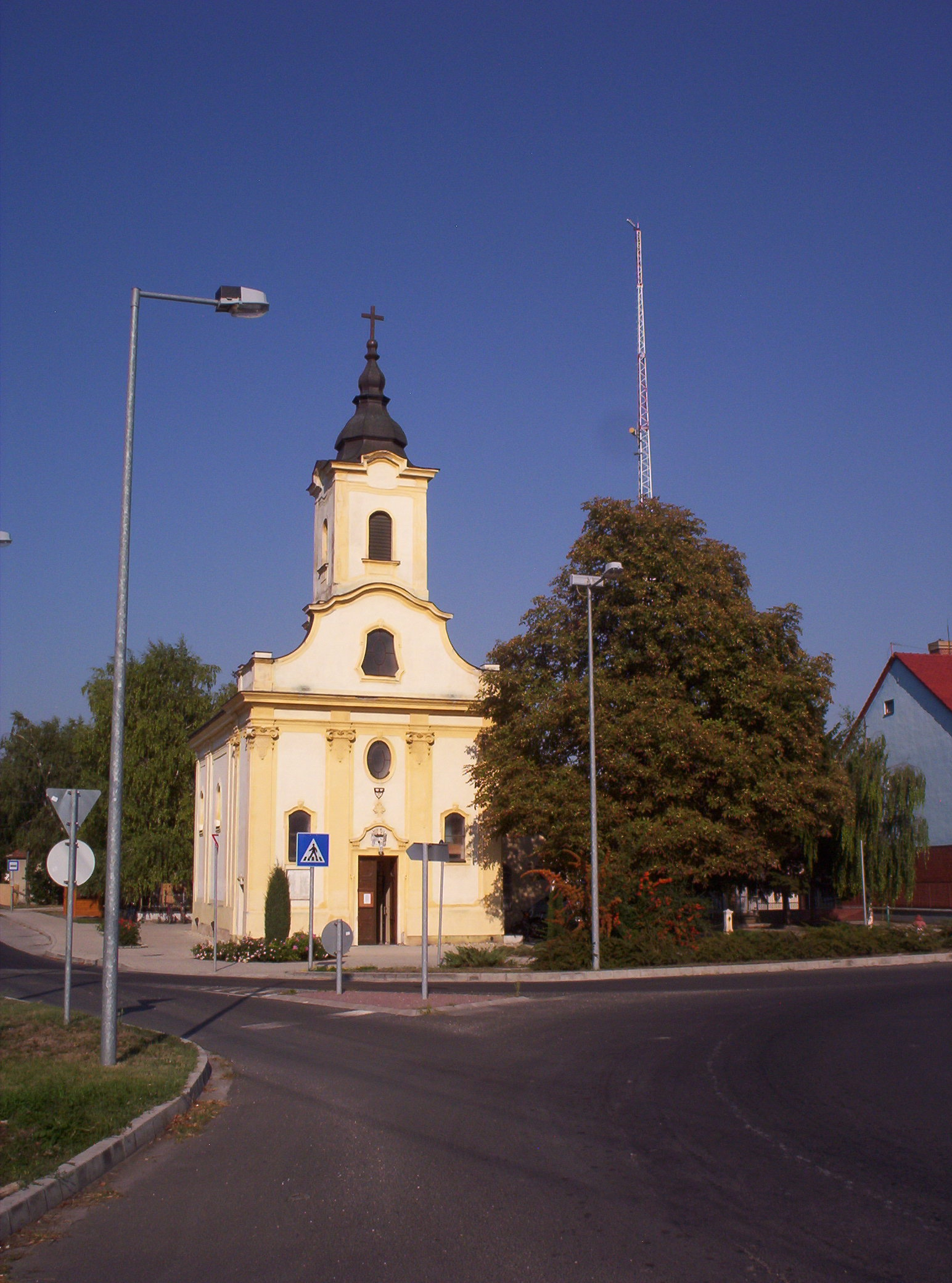
A rárói Szent Rókus templom

Ráró egykor önálló kisközség volt a Szigetközben, Győr vármegye Tó-sziget-csilizközi járásában. 1936. január 1-jén egyesült Ásvány községgel Ásványráró néven. Neve alapján az etimológusok Árpád-kori alapításúnak tartják a falut.

## Nevének jelentése
A „Ráró” név jelentése: az „orer”, vagy „oror”, illetve „urur” az indoeurópai ősnyelvben is már színnév volt. A fehér és a sárga közötti színkeverék. Ez került át még az ősmagyar nyelvbe, azonos jelentés körrel „raro” vagy „ráró” alakban valahol az Urál vidékén. Mint az átadó nyelvben, akképpen a magyarban is bármit jelenthet, ami fehéres-sárga, vagy sárgásfehér színű, így a téli napforduló körüli bágyadt nap színét éppúgy, mint a részben ilyen tollakkal is ékes madarakét, függetlenül rendszertani helyüktől, emlősökét, sőt utóbb az arany, s ezüst ötvözetét, az elektrumot is. Pontosan ugyanezt jelentette a magyarban már ezt megelőzően is a mély hangrendű alakban „karács” (lásd: karácsony mint téli napforduló), magas hangrendű alakban a „kërëcs” (lásd: kërëcset a krónikákban, mai ejtésben: kerecsën). Magyarországon a halászsas és a kerecsensólyom viselte a madarak közül a „ráró” népi nevet. Egykor lószínnév is volt. Ma már inkább csak az említett gyorsröptű madarakhoz hasonlóan „repülve” vágtató népmesei ló neve. A legutóbbi időkben lovak egyedi neve is lehetett. Ján Stanislav szlovák etimológus szerint a „raro” név szláv eredetű, és sólyomféle ragadozó madarat jelent.

## Története
Ráró első említése 1372. november 6-án kelt. Héder fia Jakab mester levele Omodé mesterhez Karcha-i Textor Miklós jobbágy adóssága tárgyában. A település a Héderváry család birtoka volt. 1407. szeptember 10-én a Pannonhalmi konvent jelentette Zsigmond királynak, hogy Héderváry Henrik fia Jakabnak a feleségét, Fruzsinát több Győr vármegyei birtokba, így ráróba is beiktatta. 1442-ben Bath, 1443-ban Baatk néven említik határában Bátk pusztát. 1480 körül Pálffy Miklós a "dercsikai és rárói" nemesi előnevet viselte. Ez valószínűsíti hogy Pálffynak birtoka volt rárón, de erre utaló okleveles adat nincs. 1484-ben egy oklevél Ráró, és Ásvány  említésénél említi Ráró Ambrust (Ambrosio Raro). 1485-ben említik határában Szigetköz pusztát.

Az 1500-as évek elején II. Ulászló király a Héderváry család Rárói várnagyának, Majsa Miklósnak két jobbágytelket adományozott. Első adat a már létező rárói várról.

1526. július 19-én II. Lajos király Bakith (Bakics) Pálnak, és testvéreinek adományozta más községek mellett Rárót is.
1532-ben a lutherátus Bakithok erőszakkal áttérítették a lutheránus hitre Ráró lakóit.  1534 decemberében Bakith Pál leromboltatta a hédervári várat, és köveiből Rárón tornyot emeltetett. 1594-ben Győr török ostromakor Ráró falu elpusztult.
1600. április 14-én a Pozsony vármegyei Holics várában adták ki a következő szövegű oklevelet:
Mi Révay Péter és Ferenc, Héderváry István, Czobor Imre és Márton adunk tudtára mindeneknek, az kiknek illik, hogy az Rárói, és Hédervári jószágba való szállott, és ennek utána szállandó jobbágyoknak, kiről Győri veszedelemkor elmentek volt, adtunk szabadságot öt esztendeig, hogy az pusztult jószágban megint épülenek, de az ő sok könyörgéseket megtekéntvén, az öt esztendőhöz még egy esztendőt engedtük nekiek, illen okkal, hogy míg a szabadság kitelik, minden esztendőben két-két napot szolgáljanak. Az hat esztendő kitelvén, valamint ennek előtte az futás előtt való esztendőkben szolgáltanak és adóztanak, mi is ugyanazokban meg akarunk tartanak, a szabadság közben penig, az vagy azután is el ne mehessenek máshova külemben, hanem ha embert, kivel az urok megelégszik, szállítnak helekbe mely dolognak nagyobb biztonságáért adtuk ez mi pecsétes levelünket.
1619-ben Ráró leégett. 1658-ban elkészült a rárói vár leltára. Többszobás házat ír a várban pincével, egy új házat ugyancsak több szobával, pincével, kápolnával.
1738-ban nagyapponyi báró Apponyi Lázár, Ráró egyik földesura felépítteti a kálváriát. 1779-ben nemesek rárón: Beke István, és fia Mihály, Beke János, Károly  István. 1786-ban Ráró a báró Sándor család birtoka. 61 házban 110 család. 580 fő népesség.
1831-32: Kolerajárvány. 1836-ban Ráró 530 fő lakosú. 1842-ben Nagy Pál a rárói bíró.
1847-ben a rárói és zsejkei  uradalmat megvette Hodosi és Kizdiai báró Sina János
1857-től Ráró első tanítója Molnár Antal. E évben Ráró 837 fő lakos. 1869-ben Hodosi és Kizdiai báró Sina Simon örökölte a rárói és zsejkei uradalmat. 1876-ban herceg De Castries-Languedoc De La Croix Ödönné Sina Iphigénia bárónő örökölte a rárói és zsejkei uradalmat, 1885-ben eladta azt gróf Wenckheim Frigyesnek, és feleségének. 1888-ban Ráró kisközség 110 házzal, 923 fő lakossal. Területe 2414 katasztrális hold.
1890-ben a gróf Wenckheim család lebontatta a rárói kastélyt, és kápolnát. Volt parkja a mai vadkert.
E évben Ráró 948 fő lakosú, ebből 930 fő magyar, 14 fő német, 2 fő szlovák, 1 fő horvát, 3 fő egyéb nemzetiségű.
1901-ben a lebontott kastély anyagából felépült az iskola épülete Rárón. 1903-1904 közt ugyancsak a kastély anyagából a gróf Wenckheim család kibővítette a rárói templomot. 1906-ban Ráró 918 fő lakos, 2319 katasztrális hold területű. 1910-ben Ráró 921 fő lakos, 118 házban, ebből 915 magyar, 6 fő német. 1912-ben gróf Wenckheim Frigyes elhunytával a rárói és zsejkei uradalom a felesége Wenckheim Krisztina grófnő tulajdonába került. 1916. június 2-án elhunyt 49 évesen Ráró bírója Szigony István. 1916-1923 közt Bugár Antal a rárói bíró. 1919 novemberében letartóztatták rárón a 34 éves Horváth Gábort, mint kommunistát.
1920-ban Ráró 1006 fő lakos, ebből 999 fő magyar, 7 fő német. 1923-1927 közt Bekő Ferenc a rárói bíró.
1924-ben gróf Wenckheim József honvéd főhadnagy  örökölte az ásványi, s rárói birtokrészeket.
1934. szeptember 15-én kelt határozata a Győr-Moson-Pozsony közigazgatásilag egyelőre egyesített vármegyék törvényhatósági bizottságának:
Alispánunk jelentése és a kisgyűlés javaslatához képest kimondjuk, hogy Ásvány és Ráró kisközségek önállóságának megszüntetését s azoknak egy kisközséggé való egyesítését szükségesnek tartjuk, az iratok felterjesztése mellett kérjük tehát, hogy a két községnek egy községgé való egyesítését az 1886.évi XXII.t.c. 162 §.-a, illetve a 177300/1934-B.M. sz.rendelet 1.§ alapján a Magyar királyi belügyminiszter úr rendelje el. A 115.800/1925.B.M.számú körrendelet értelmében javasoljuk egyben, hogy az egyesítés folytán alakítandó új kisközség ideiglenes neve Ásványráró legyen, a két község törzs-vagyona egyesítessék, az új kisközségben csak egy községi képviselőválasztó kerület létesítessék, a képviselőtestület 10 választott és 10 virilista (legtöbbett adózó) tagból álljon és 1 bírói, 1 törvénybíró-pénztárnoki, 1 közgyámi, és 6 elöljárói állás rendszeresítessék az egész község területére kiterjedő hatáskörrel.

Határozatunkat a következőkkel indokoljuk. Ásvány és Ráró községek 1 körjegyzőséghez tartoznak, teljesen összeépültek, annyira hogy a határt képező utca egyik oldalán rárói, a másikon ásványi házak állanak. A lakosság anyanyelve, és vallása egy. A kulturális és társadalmi viszonyok is azonosak. Igaz ugyan hogy Ásvány községnek sokkal több az ingatlan vagyona. Itt a községi ingatlanok jövedelme 2.200 pengőt, rárón pedig csak 900 pengőt tesz ki, de ezzel szemben a pótadó rárón államsegély nélkül 102‰, ásványban pedig 112‰ volna. Az egyesítés tehát pótadófizetés szempontjából Ásvány községet hozza előnyösebb helyzetbe. Egyesítés esetén a próbaköltségvetés szerint mindkét község lakosságát érintő olyan megtakarítások volnának elérhetők, amelyek 8‰ pótadócsökkenést jelentenek. Az egyesítés az ügyvitelt egyszerűbbé tenné, az irodai, s különösen az adókezelési munkálatokat jelentékeny mértékben csökkentené úgy, hogy a körjegyzőnek a irodai személyzetnek munkával való eddigi állandó tulterheltsége megszűnne. Ezek alapján az egyesítés elrendelését javasolnunk kellett Ásvány község képviselőtestületének ellentétes álláspontja ellenére is. Az új kisközség részére az Ásványráró ideiglenes elnevezés azért volna alkalmas, mert ebben a megszüntetendő községek neve bennfoglaltatik, s így feleslegessé válik a két községnek mint lakott helynek külön nyilvántartása. Egy községi képviselőválasztókerület létesítését célszerűnek véljük, mert az egyesítés ezzel is nemcsak formailag, hanem lényegileg is mindjobban kifejezésre jutna és az egyesítés folytán előálló kezdeti ellentétek mielőbb elsimulnának.
A községi képviselőtestületi tagok és elöljárók létszámára vonatkozó javaslatunknál figyelembe vettük az 1886. évi XXII.tc. vonatkozó rendelkezéseit, és az új kisközség lélekszámát. (2505 fő lakos.)
A községek törzsvagyonát illetőleg Ráró község azok egyesítése mellett foglalt állást, Ásvány község pedig a vagyonát az ottani római katholikus hitközségnek kívánja átadni. Ebben a kérdésben álláspontunk az, hogy a két község vagyonának jövedelme az 1886. évi XXII. tc. 111. § szerint úgy mint eddig, ezentúl is a község kiadásainak fedezésére fordítassék.
Ezen határozatunkat a Magyar királyi belügyminiszter úrhoz felterjeszteni rendeljük.

Kelt győrben 1934. évi IX. hó 15.-én.
1936. január 1-jén egyesült Ásvány és Ráró Ásványráró  néven.